# Liu Wei-Ting
Liu Wei-Ting (6 de enero de 1995) es un deportista taiwanés que compite en taekwondo. Ganó tres medallas en el Campeonato Asiático de Taekwondo entre los años 2014 y 2021.

## Palmarés internacional
| Representando a China Taipéi |                      |                   |           |
| Campeonato Asiático          |                      |                   |           |
| Año                          | Lugar                | Medalla           | Categoría |
| 2014                         | Taskent (Uzbekistán) | Medalla de bronce | –80 kg    |
| 2016                         | Pásay (Filipinas)    | Medalla de plata  | –80 kg    |
| 2021                         | Beirut (Líbano)      | Medalla de plata  | –80 kg    |